# Islandzkie odznaczenia
| Baretka | Nazwa polska                                                   | Nazwa islandzka                                       |
| ------- | -------------------------------------------------------------- | ----------------------------------------------------- |
|         | Order Sokoła Islandzkiego – Łańcuch z Gwiazdą Krzyża Wielkiego | Hin íslenska fálkaorða – Keðja ásamt Stórkrossstjörnu |
|         | Order Sokoła Islandzkiego – Krzyż Wielki                       | Hin íslenska fálkaorða – Stórkross                    |
|         | Order Sokoła Islandzkiego – Krzyż Komandorski z Gwiazdą        | Hin íslenska fálkaorða – Stórriddarikross með Stjörnu |
|         | Order Sokoła Islandzkiego – Krzyż Komandorski                  | Hin íslenska fálkaorða – Stórriddarikross             |
|         | Order Sokoła Islandzkiego – Krzyż Kawalerski                   | Hin íslenska fálkaorða – Riddarikross                 |
|         | Odznaka Honorowa Islandzkiego Czerwonego Krzyża                | Heiðursmerki Rauðakross Íslands                       |
|         | Medal Honorowy Prezydenta Islandii                             | Heiðurspeningur forseta Íslands                       |
|         | Medal Islandzki za Ratowanie Życia                             | Afreksmerki hins íslenska lýðveldis                   |
|         | Medal Jednostki Reagowania Kryzysowego                         | Heiðursmerki friðargæslunnar                          |